# 曹鼎臣
曹鼎臣（17世紀—1673年），字公鉉，南直隸揚州府如皋縣人，明朝政治人物。

## 生平
曹鼎臣崇禎九年（1636年）舉應天鄉試，崇禎十年（1637年）聯捷進士，都察院观政，本年六月授福建閩縣知縣，為官有聲，任滿後縣民懇請留任。崇禎十六年（1643年）調任寶坻，獲巡撫疏薦，入朝擔任兵科給事中，北京失陷後辭官回鄉，經常飲酒混跡市集。清康熙十二年（1673年）暴疾卒。子曹繡是府學生員，孫曹子期先於曹繡而死，曹氏因此絕後，縣人都為他可惜。

## 家族
曾祖曹春，乡饮宾；祖曹经庆，应贡廪生；父曹希曾，諸生。